# Discours des 15 maladies
Le discours des 15 maladies est un discours prononcé le 22 décembre 2014 dans la salle Clémentine, au Vatican, par le pape François, dans lequel il critique sévèrement le haut clergé et la curie et où il dresse une liste de quinze maladies menaçant la vitalité de l'institution, parmi lesquelles la mondanité, l’hyperactivité, les rivalités, les bavardages, les calomnies et la zizanie. L’éditorial du journal Le Monde du 29 décembre 2014 caractérise ce discours comme une « déclaration de guerre à la curie ».
Le pape revient sur le sujet un an après, indiquant que les maladies se poursuivent, mais prescrivant douze antibiotiques pour les guérir, et affirmant que les réformes continueront.

## Les «15 maladies»
Dans une adresse où il compare la Curie romaine à un corps, « un corps complexe (...), dynamique, [qui] ne peut vivre sans se nourrir et sans se soigner (...) sans avoir un rapport vital, personnel, authentique et solide avec le Christ », le pape explique :

« Pourtant, comme tout corps, comme tout corps humain, [la Curie] est exposée aussi aux maladies, au dysfonctionnement, à l’infirmité. Et je voudrais mentionner ici certaines de ces probables maladies, les « maladies curiales ». Ce sont des maladies assez communes dans notre vie de Curie. Ce sont des maladies et des tentations qui affaiblissent notre service au Seigneur. Je crois que, à l’instar des Pères du désert qui en rédigeaient de tels, le « catalogue » de ces maladies nous aidera à nous préparer au sacrement de la réconciliation, qui constituera pour nous tous une étape importante vers la fête de Noël. »

Il liste ensuite quinze « maladies » en les explicitant,,,,, :
1. Le « fantasme de l'immortalité » de qui se croit « immunisé » ou « indispensable » ;
2. Le « marthalisme » ou l’activité excessive, en référence à Marthe de Béthanie[1] ;
3. La « pétrification mentale et spirituelle » ;
4. La planification excessive et le fonctionnarisme ;
5. La mauvaise coordination ;
6. L'« Alzheimer spirituel » ;
7. La maladie de la rivalité et de la vanité ;
8. La « schizophrénie existentielle » ;
9. La rumeur, la médisance et le commérage ;
10. La maladie de diviniser les chefs ;
11. L'indifférence aux autres ;
12. Le « visage lugubre » ;
13. L'accumulation ;
14. Les « cercles fermés » ;
15. La maladie du profit mondain et des exhibitionnismes.

Dans son sermon, au matin, le pape déclarait : « Ce que Jésus nous demande d'accomplir par nos œuvres de miséricorde, c'est aussi ce qu'il a demandé à saint Thomas : il faut toucher les plaies du doigt ! ».

## Interprétations du discours
Pour le sociologue Jean-Luc Pouthier, cette admonestation vise le fonctionnement féodal de la curie, son incapacité à communiquer et le manque de transparence de sa gestion financière.
Selon Mario Politi, vaticaniste au journal italien Il Fatto quotidiano, ce discours montre que le pape est en difficulté face à la Curie. L’opposition la plus sévère viendrait moins, d’ailleurs, des prélats qui critiquent ouvertement le pape, comme le cardinal Gerhard Ludwig Müller ou le cardinal Raymond Burke, que des prélats qui s’opposent silencieusement aux réformes. Selon Mario Politi, on peut comprendre ce discours comme un appel aux évêques, prêtres et laïcs à soutenir les réformes.
Selon Jean-Pierre Denis, directeur de la rédaction de La Vie, l’originalité du pape François est de réformer l’Église en s’appuyant sur la base. « Sa crédibilité personnelle, sa simplicité de vie, et l’accessibilité de son message permettent d’obtenir avec zéro moyen une communication de masse au service de la gouvernance ». Naguère tenus en suspicion, l’opinion publique, les médias et le peuple sont transformés en autant d’alliés faisant pression.
Selon John Allen, vaticaniste au Boston Globe, la question est de savoir si le Pape François, par ce discours, ne s’aliène pas encore davantage les membres de la curie.
Le sociologue Olivier Bobineau distingue deux « révolutions » dans l’histoire de l’Église catholique : la révolution « grégorienne » (du nom du pape Grégoire VII, son instigateur), qui consiste à remettre le message de Jésus aux mains d’une élite institutionnelle, la curie romaine ; et la révolution « franciscaine » (du nom de François d’Assise), selon laquelle l’institution est seulement au service de l’Évangile. Avec le « discours des 15 maladies », soutient Olivier Bobineau, le Pape François veut que la révolution franciscaine atteigne le sommet de la hiérarchie ecclésiastique.

## Les suites du discours
Dans ses vœux à la curie en décembre 2015, le pape revient sur les maladies évoquées en 2014. Il déclare que certaines « se sont manifestées au cours de cette année [2015], causant beaucoup de douleur à tout le corps et blessant beaucoup d’âmes ». Mais il énonce douze remèdes ou « antibiotiques », « catalogue des vertus nécessaires » pour les pallier. Il annonce aussi que la réforme ira de l’avant avec détermination, lucidité et résolution, parce que Ecclesia semper reformanda (« l’Église est toujours à réformer »).